# Martin Hersman
Martinus Anthonius Johannes Maria „Martin“ Hersman (* 26. února 1974 Sassenheim) je bývalý nizozemský rychlobruslař.
Roku 1993 startoval na juniorském světovém šampionátu, o rok později dosáhl na Zimních olympijských hrách osmého místa na trati 1500 m. Od sezóny 1994/1995 startoval ve Světovém poháru. Roku 1996 získal bronzové medaile ve víceboji na Mistrovství Evropy a v závodě na 1500 m na premiérovém Mistrovství světa na jednotlivých tratích 1996. Na MS 1997 vybojoval bronz na kilometrové distanci. Zúčastnil se ZOH 1998, kde byl na „patnáctistovce“ šestý a v závodě na 1000 m dvanáctý. Svoji sportovní kariéru ukončil po sezóně 2002/2003.